# 土屋知省
土屋 知省（つちや ともみ、1959年6月16日 - ）は、日本の国土交通官僚、工学博士。国土交通省近畿運輸局長や、鉄道建設・運輸施設整備支援機構理事長代理等を経て、日本冷蔵倉庫協会理事長、東京海洋大学客員教授、運輸総合研究所特任研究員。

## 人物・経歴
静岡県出身。1978年静岡県立韮山高等学校卒業。1982年東京大学法学部卒業、運輸省入省。1989年ハーバード大学ケネディ行政大学院卒業  。1998年外務省在アメリカ合衆国日本国大使館一等書記官。同参事官。
国土交通省総合政策局政策課政策企画官を経て、2002年運輸審議会審理官。2004年中部国際空港管理本部経営企画部長。2006年国土交通省自動車交通局技術安全部管理課長。2007年国土交通省自動車交通局自動車情報課長。2008年海上保安庁総務部政務課長（海上保安官）。2010年国土交通省総合政策局総務課長。2011年警察庁長官官房審議官（交通局担当）。2013年国土交通省鉄道局次長。
2014年から国土交通省近畿運輸局長を務め、労働基準法改正を受け、トラック輸送における取引環境・労働時間改善協議会設立などによる、長時間労働の是正を進めるなどした。2015年鉄道建設・運輸施設整備支援機構理事長代理（役員出向）。2017年運輸総合研究所調査事業部次長。2018年運輸総合研究所常務理事ワシントン国際問題研究所長。2019年日本冷蔵倉庫協会理事長。
2021年経済産業省・国土交通省フィジカルインターネット実現会議委員、運輸総合研究所質の高いアセアンコールドチェーンネットワークの構築のための調査検討委員会委員。2022年国土交通省・経済産業省・農林水産省総合物流施策大綱フォローアップ会合委員。2023年東京海洋大学大学院海洋科学技術研究科応用環境システム学専攻後期博士課程修了、博士（工学）。同年東京海洋大学産学・地域連携推進機構非常勤講師（客員教授）、運輸総合研究所特任研究員（非常勤）。